# 3D fotografie

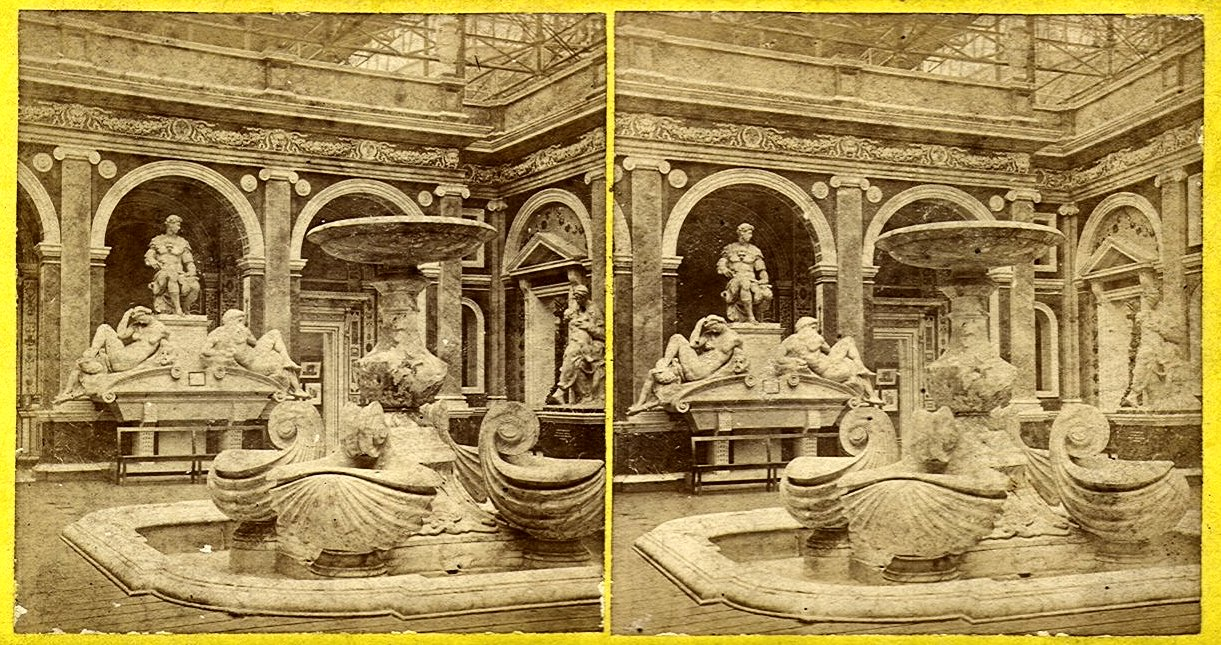
Stereofotografie interiéru Křišťálového paláce pořízený během Světové výstavy 1851 v Londýně

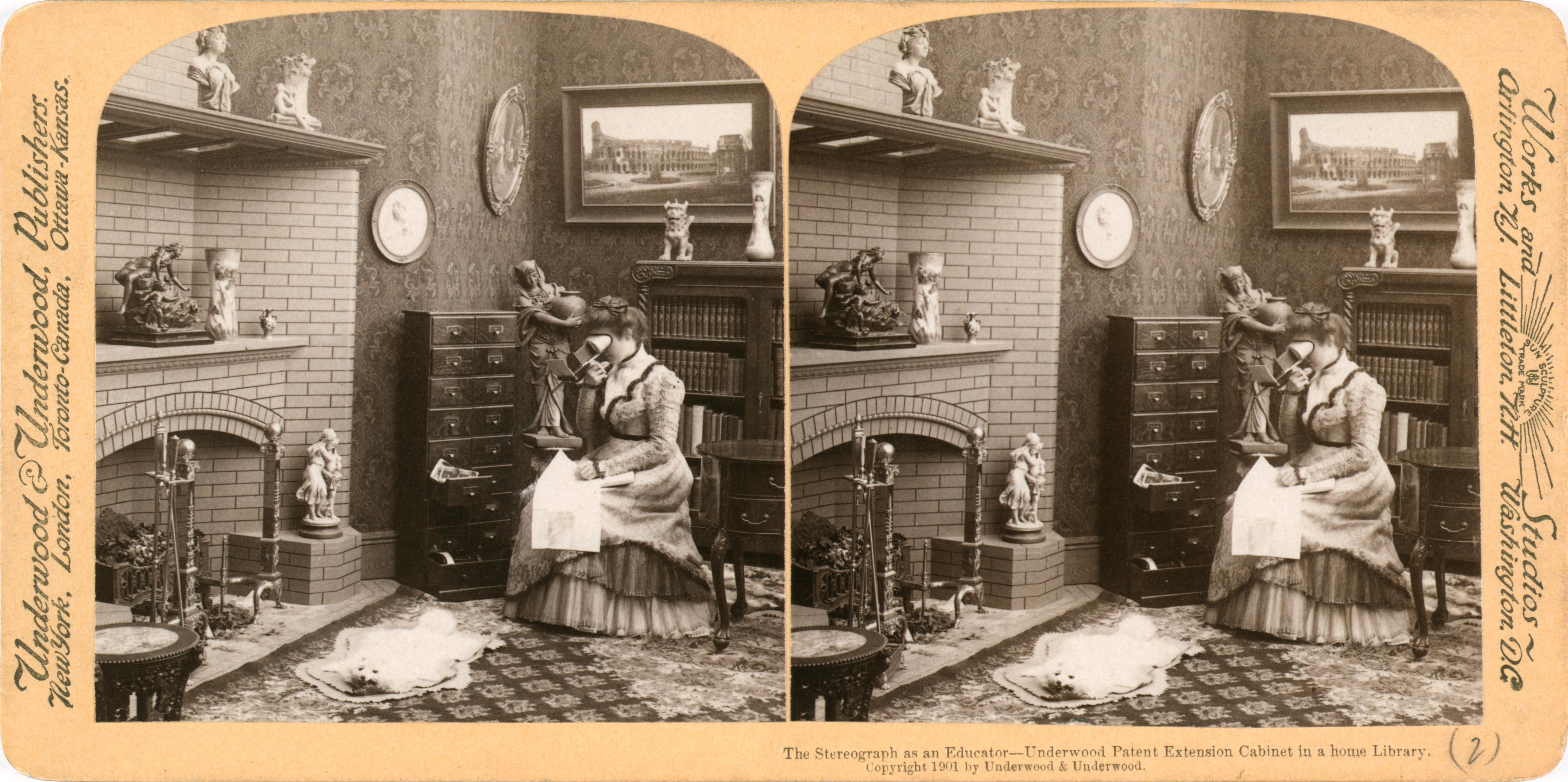
V roce 1901 propagovala firma Underwood & Underwood stereoskop pod marketingovým heslem Stereofotografie jako vychovatel. Na obrázku je žena, která si doma u krbu prohlíží prostorové fotografie, po své pravé ruce má kabinet se zásobou stereofotografií.

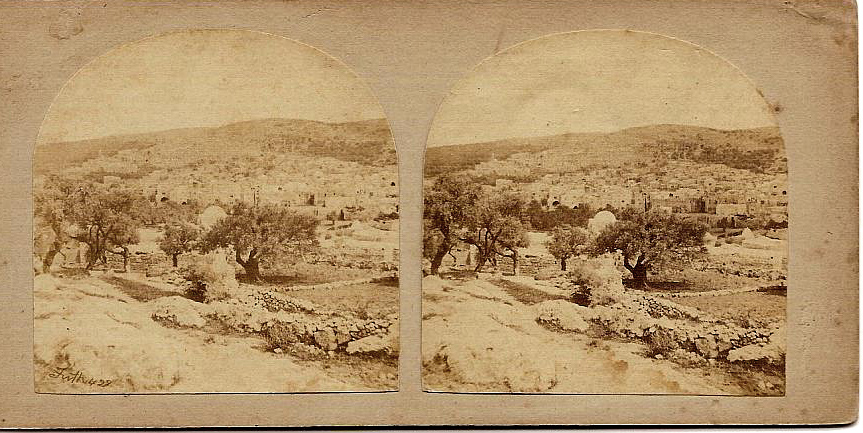
Francis Frith: Stereofotografie Hebronu z cyklu Views in the Holy Land

3D fotografie nebo stereo fotografie umožňují spatřit fotografovanou scénu nikoli ploše, ale v celé její hloubce. Teorie stereoskopie využívá řadu různých metod, jak toho dosáhnout.

## Princip
Lidské oči jsou od sebe vzdáleny přibližně 6,5 cm. Každé oko vidí trochu jiný obraz a z těchto dvou obrazů mozek složí prostorový vjem. Prostorová fotografie tohoto principu využívá. Snímají se ve stejný okamžik dvě fotografie, přičemž objektivy jsou od sebe vzdáleny stejně jako jsou vzdáleny lidské oči. Při prohlížení se pak každému oku předloží jedna fotografie a mozek z nich složí prostorový vjem.

## Způsoby snímání
- Stereofotoaparát – je speciální fotoaparát. Má dva stejné objektivy, synchronizovanou závěrku, clonu i ostření. Sériově vyráběných filmových stereofotoaparátů existuje celá řada, například Belplasca, Realist, Viewmaster, Stereomikroma nebo Sputnik. První digitální stereofotoaparát uvedla firma Fujitsu roku 2009, jedná se o typ REAL 3D W1.[1]

- Synchronizace dvou fotoaparátů – lze použít dva libovolné obyčejné fotoaparáty a mechanicky nebo elektronicky je synchronizovat. Synchronizace je většinou méně přesná než u stereofotoaparátu. Přináší však možnost libovolné stereoskopické báze (rozteče objektivů) například pro tzv. hyperstereo (je-li nejbližší bod na fotografii vzdálen např. 60 m, může být rozteč objektivů 2 m). Synchronizovat lze filmové i digitální fotoaparáty.

- Posunem fotoaparátu – nepohyblivé objekty lze vyfotografovat postupně jedním fotoaparátem tak, že se mezi levým a pravým snímkem fotoaparát posune o stereoskopickou bázi. Opět lze zvolit libovolnou bázi, toto uspořádání je vhodné zejména na makro fotografii. K tomu existují posuvné lišty, tzv. stereo sáňky.

## Způsoby prohlížení

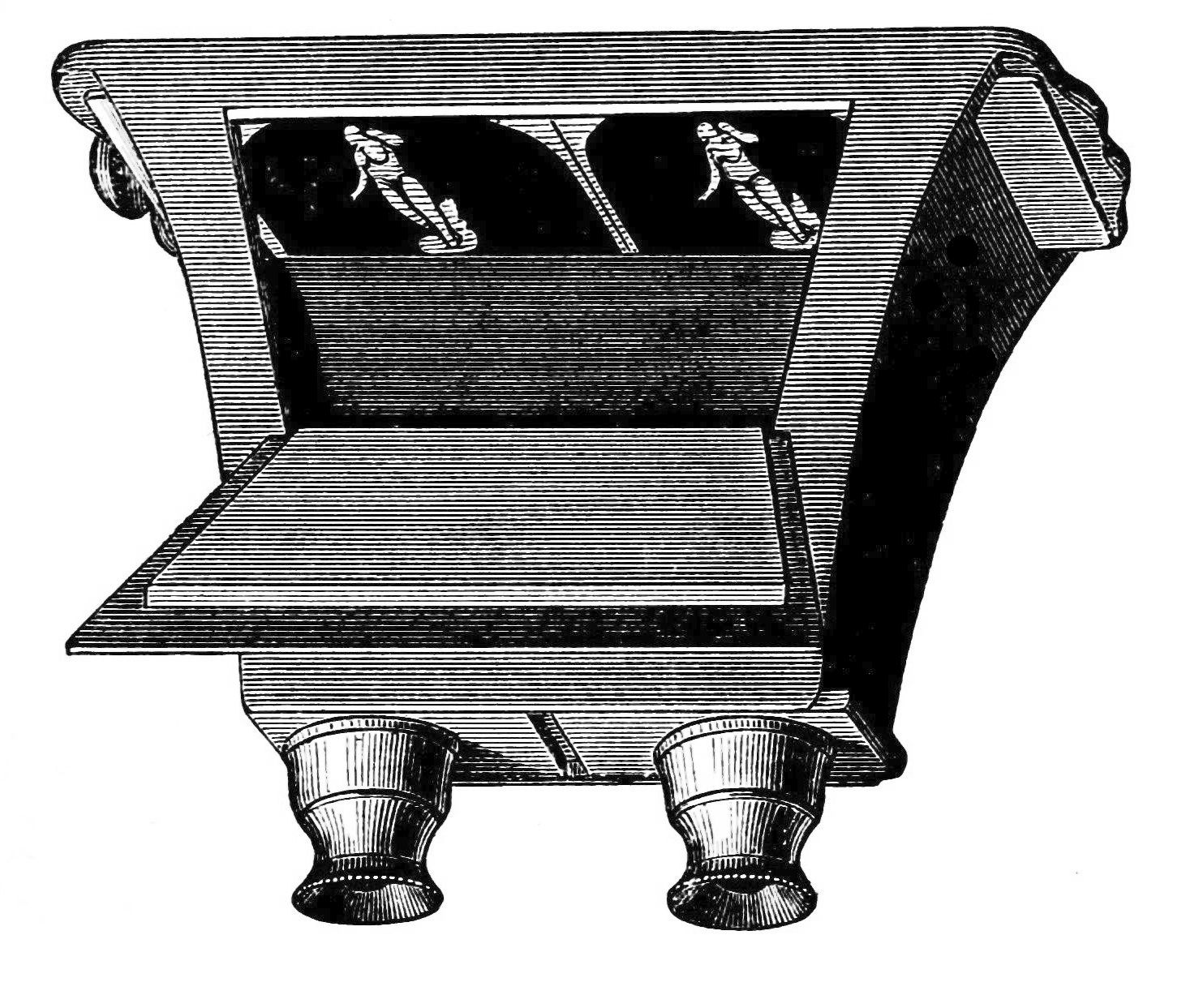
Brewsterův stereoskop z roku 1849

- Ruční prohlížečky – jednoduchá kukátka ve kterých se prohlíží buď diapozitivy nebo papírové fotografie. Jsou v nich jednoduché spojné čočky, případně i kvalitní soustavy čoček s možností individuálního zaostření a nastavení vzdálenosti očí. Například Meoskop, Viewmaster. Veliká popularitu stereoskopů se datuje od světové výstavy v Londýně v roce 1851. Po této výstavě bylo prodáno na 250 000 stereoskopů, jejichž konstrukci provedl Jules Duboscq na základě vynálezu Sira Davida Brewstera. Další období velkého zájmu o stereofotografii bylo v 90. letech 19. století a v 50.–60. tetech 20. století, kdy byly v Československu populární prohlížečky Meoskop a fotoaparáty Stereo-Mikroma a Meopta Stereo 35.

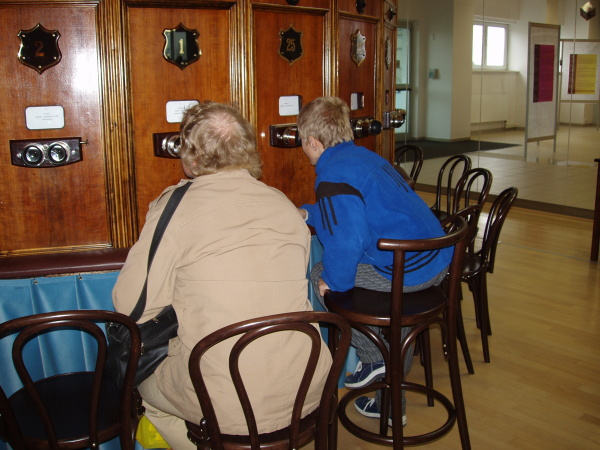
Kaiserpanorama firmy August Fuhrmann pro 25 osob, 80. léta 19. století, Technické muzeum v Brně

- Světelné panorama – na konci 19. a začátku 20. století velmi oblíbený způsob prezentace stereodiapozitivů. Panoramata se vyráběla pro současné prohlížení až pro 25 diváků. Obsahovala dvojnásobný počet – tedy až 50 stereodiapozitivů formátu 170 x 85 mm. Řada výrobců dodávala sady diapozitivů s různou, zpravidla zeměpisnou tematikou. Francouzská firma Ferrier, Soulier, Lévy měla například ve svém katalogu 27 325 stereodiapozitivů.[2] Vedle zeměpisných námětů existovaly i sady diapozitivů z různých významných událostí (Jubilejní výstava v Praze, návštěva císaře Františka Josefa I. v Praze apod.). Vedle výrobců a dodavatelů diapozitivů pro tato světelná panoramata mohli jejich provozovatelé využít i půjčovny diapozitivů. Touto činností se zabývala například firma Merkuria v Přerově, která fungovala až do 50. let 20. století. Okolo roku 1900 jsou doložena světelná panoramata v Praze, Liberci, Staré Boleslavi, Trutnově, Náchodě, Opavě, Prostějově, Kroměříži, Třebíči, Přerově a v Brně. Světelná panoramata byla postupně vytlačena kinematografy. Brněnskou panoramu ale provozovala paní Josefa Lusková až do roku 1964. Po její smrti přístroj odkoupilo Technické muzeum v Brně, kde je v provozu dodnes. Muzeum vlastní sbírku 4 400 stereodiapozitivů. Část z nich je kolorována.[3]

- Polarizované promítání – promítá se speciálním projektorem se dvěma objektivy na plátno, které nerozbíjí polarizaci. Na objektivech projektoru jsou polarizační filtry vzájemně pootočené o 90°. Diváci mají brýle s polarizačními filtry orientovanými stejně jako na objektivech projektoru. Tuto technologii dnes používá například IMAX.
- Anaglyf – Tato metoda využívá rozložení obrazů pro levé a pravé oko na barevné složky (obvykle modrozelenou a červenou). Divák má brýle s různobarevnými filtry. Anaglyfy lze prohlížet při jakémkoli způsobu zobrazení - na monitoru, promítnuté na plátno i vytištěné na papír. Nevýhodou je ztráta barevné informace, zejména barvy filtrů brýlí nelze věrně zobrazit. Výhodou je snadná tvorba na počítači a snadné šíření například po internetu.
- Aktivní brýle – na monitoru se střídavě zobrazuje levý a pravý obraz. Divák má brýle s LCD filtry, které střídavě zakrývají a odkrývají levé a pravé oko. Monitor musí mít obnovovací frekvenci alespoň 100 Hz.
- Bezpomůckové prohlížení – existuje několik metod, jak prohlížet stereofotografie bez dalších pomůcek. Vyžadují však naučit se oddělit akomodaci oka od konvergence očních os.
Šilháním – levý obraz je vpravo a pravý vlevo. Divák se dívá pravým okem vlevo a levým vpravo, osy očí se mu protnou před obrazem. Výhodou je neomezená velikost obrazů.
Rovnoběžně – fotografie jsou vedle sebe normálně. Divák se dívá s rovnoběžnými osami očí jako při pohledu do nekonečna, avšak zaostřit musí na fotografii, tedy asi na 20–50 cm. Fotografie nemůže být na šířku větší než 6cm protože oční osy nelze divergovat.
- Hologram (pro pocit prostoru stačí hologram s jednou rozmítnutou řádkou)

## Historie
Jules Duboscq zkonstruoval stereofotoaparát a v roce 1850 zkonstruoval prohlížečku stereofotografií.
V roce 1856 způsobily přívalové deště velké škody v nízko položených oblastech v celé Francii. Francouzská vláda vyslala Claude-Marie Ferriera aby dokumentoval účinky povodně na Loiře. Do Paříže se vrátil se stereoskopickými fotografiemi katastrofických scén.
Jedním z prvních výrobců a distributorů stereoskopických obrazů byla firma Underwood & Underwood založena v roce 1882 v Ottawě v Kansasu, která vyprodukovala mezi 30 000 a 40 000 stereografických titulů.
Jokojama Macusaburó byl prvním japonským fotografem, který vážně usiloval o stereofotografii. Rané snímky zařízení jeho ateliéru zařízení ukazují sedm kamer, z nichž dvě jsou stereoskopické. Během roku 1869 Yokoyama spolu s přáteli a studenty cestoval po celém Japonsku, přičemž pořídil několik desítek stereosnímků.
- Francis Frith
- Joseph-Philibert Girault de Prangey
- John D. Heywood
- John B. Heywood
- Jack Laxer, americký fotograf nejznámější svou prácí v oblasti stereoskopie.

## České země
- František Krátký pořizoval stereofotografie při cestách po českém a moravském venkově.
- Josef Fiedler